# Tsutomu Takahata
Tsutomu Takahata (高畠 勉 Takahata Tsutomu?, nacido el 16 de junio de 1968 en Osaka) es un exfutbolista japonés que se desempeñaba como centrocampista y entrenador.

## Clubes

### Como futbolista
| Club    | País  | Año         |
| ------- | ----- | ----------- |
| Fujitsu | Japón | 1991 - 1995 |

### Como entrenador
| Club              | País  | Año         |
| ----------------- | ----- | ----------- |
| Kawasaki Frontale | Japón | 2008        |
| Kawasaki Frontale | Japón | 2010        |
| J. League sub-22  | Japón | 2014 - 2015 |